# ロサンゼルス郡都市圏交通局E線
ロサンゼルス郡都市圏交通局E線（E Line）は、アメリカ合衆国カリフォルニア州ロサンゼルス郡を走るライトレール(LRT)である。ロサンゼルス郡都市圏交通局が運営している。ロサンゼルスとサンタモニカを結んでいる。

## 歴史
2012年4月28日にエキスポ線（Expo Line）として、第一期区間である7th ストリート/メトロセンター駅～カルバーシティ駅間が開業。ピコ駅～7thストリート・メトロセンター駅間はすでに開通していたA線と線路を共有して運行された。2016年5月22日に第二期区間の終点であるダウンタウン・サンタモニカ駅まで延伸した。
路線のうちピコ駅ージェファーソン / USC駅の先のフィゲロアトンネルまでは新たに敷設され、トンネルの先で1953年まではパシフィック電鉄のサンタモニカエア線として、その後1988年まで貨物輸送が行われていた路線跡に合流している。サンタモニカまでは一部を除きその路線跡に建設された。
2020年、路線名がエキスポ線からE線へと改称された。
2023年6月16日に7thストリート・メトロセンター駅～リトルトーキョー/アーツ・ディストリクト駅を結ぶロサンゼルス市内の地下線の開通により、L線と線路が繋がった。この際A線との共有区間はピコ駅～リトルトーキョー/アーツ・ディストリクト駅間に延長され、旧L線のリトルトーキョー/アーツ・ディストリクト駅～アトランティック駅間がE線に編入された。

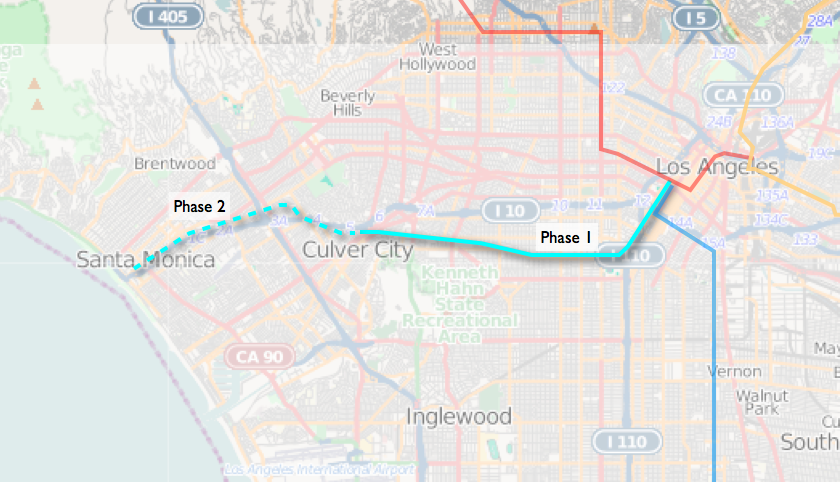
エクスポラインの開業部分（第一期）と延伸部分（第二期）

## 使用車両
開業当初は日本車輌製のP865/P2020形、シーメンス製P2000形、アンサルドブレーダー社(現・日立レールイタリアS.A.)製P2550形を用いられていたが、先に日本車輌製P865/P2020形の老朽引退と度重なる納期遅延で投入打ち止めとなったP2550形に代わりサンタモニカ延伸対応投入の新型車両が近畿車輛製P3010形が現在幅を利かせている。このため、LA初の日本製電車として君臨した日車製P865形が現役引退をした。現在活躍している電車はP2000形、P2550形、P3010形の3形式である。